# Hermann Koenen
Hermann Koenen (* 13. September 1922 in Rüstringen; † 3. Januar 1978 in Bremen) war ein deutscher Politiker der SPD Bremen.
Der gelernte Schlosser lebte seit 1945 in Bremen und war langjähriger Betriebsratsvorsitzender des Werkes Bremen der Daimler-Benz AG. Als SPD-Politiker war er  von 1967 bis 1975 Mitglied der Bremischen Bürgerschaft. Dort gehörte er dem Petitionsausschuss seit dessen Gründung 1969 an.
Eine nach der Erweiterung des Mercedes-Werkes neu gebaute Straße, in der Planungsphase als „Ostrandstraße“ bezeichnet, wurde im Juni 1982 nach ihm als „Hermann-Koenen-Straße“ benannt.